# Ratamahatta
«Ratamahatta» (укр. Ратамахатта) — пісня бразильського рок-гурту Sepultura, другий сингл з альбому Roots 1996 року.

## Про пісню
Для запису альбому Roots музиканти Sepultura запросили Карліньйоса Брауна — бразильського перкусіоніста зі штату Баїя, який виступав як сольно, так і з іншими бразильскими артистами, такими як Каетану Велозу, Серджіу, Жуан Жілберту, Джаван та Жуан Боску. Браун та Sepultura познайомилися на церемонії вручення нагороди MTV Awards та швидко знайшли спільну мову. Виявилося, що перкусіоніст мав африканське походження, що якнайкраще відповідало концепції альбому, підкреслюючи корені бразильського населення. Браун зіграв у декількох піснях на різноманітних перкусійних інструментах, які привіз з собою до Лос-Анджелеса, та навіть заспівав у пісні «Ratamahatta».

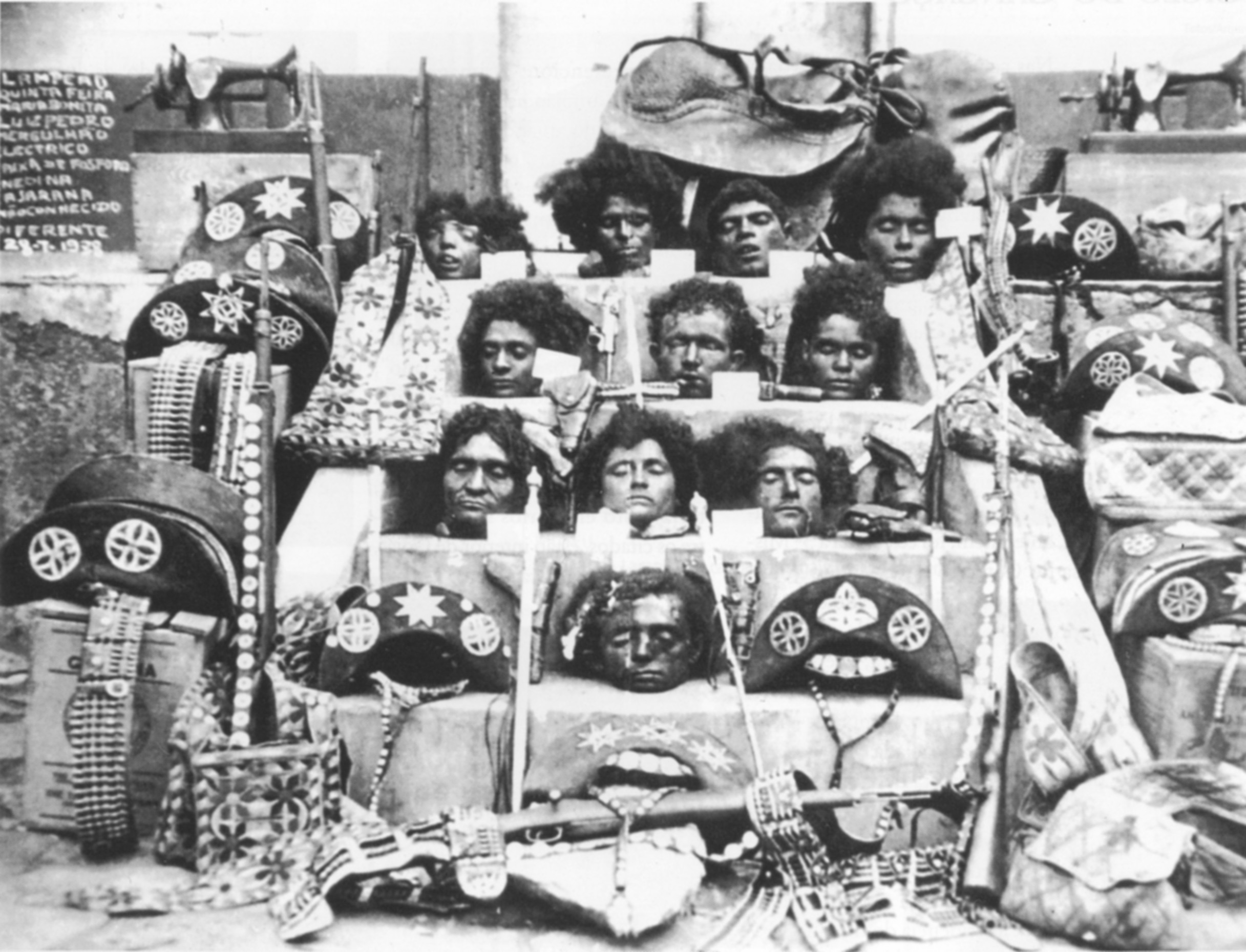
Обезголовлені члени банди Лампіао, бразильського народного героя, що згадується у пісні «Ratamahatta»

Ця пісня стала одним з перших прецедентів поєднання хеві-металу з етнічною перкусією. На початку та наприкінці пісні чутно розмови у студії, що створює відчуття спонтанності, наближуючи композицію до концертного виступу, аніж до студійного запису. На початку пісні Макс Кавалера та Карліньйос Браун імпровізують, виконуючи індіанські співи. Надалі головний речитатив належить Брауну; він же придумав назву пісні, значення якої достеменно невідомо. В тексті пісні згадуються бразильські народні герої Зе ду Кайшау («Трунар Джо»), Зумбі та «Капітан» Лампіау. Дез-метал поєднується з насиченим звучанням перкусії, характерним для бразильського карнавалу, із використанням джембе, сурдо та інших інструментів, на яких окрім Брауна та музикантів Sepultura грали продюсер Росс Робінсон та ударник Korn Девід Сільверія.
Відеокліп «Ratamahatta» (режисер Фред Штур, продюсер Стівен Страхан) був виконаний в жанрі пластилінової анімації. Макс Кавалера особисто зателефонував Фреду Штуру, відомому за мультиплікаційними кліпами «Three Little Pigs» Green Jello або  «Prison Sex» та «Sober» Tool, та запропонував концепцію кліпу, за якою з бразильських джунглів мають з'являтися таємничі істоти. Події відео відбуваються у бразильских трущобах, де мешкають п'яниці та повії, та пов'язані із вуду та чорною магією. Персонажі нагадують бразильских народних героїв, що згадуються в тексті пісні: Лампіау, ватажка банди злочинців, чиї відрубані голови десятиріччями демонструвалися в музеї; біглого раба Зумбі, який очолив негритянську державу на території Бразилії; культового режисера фільмів жахів Зе ду Кайшау. Єдине відсилання до Sepultura у кліпі — це їхній логотип на стелі будинку.